# C-型小行星

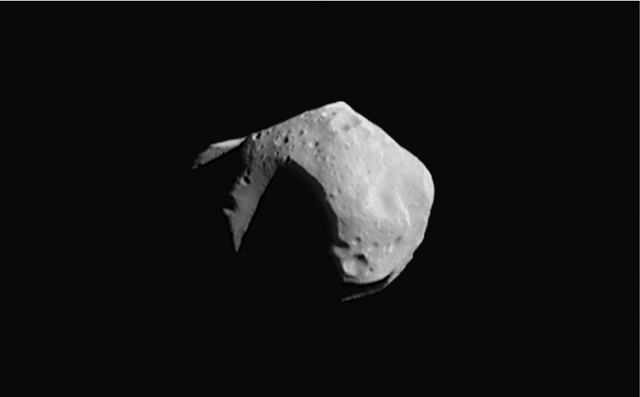
253 梅西爾德，一顆C-型小行星

C-型小行星是含碳的小行星，它們是最普通的小行星，約佔已知小行星的75%，並且在2.7天文單位之外的小行星帶所佔的比例更高，並且以這種小行星為主。C-型小行星在實際上的比例可能還要更高，因為除了D-型之外，C-型小行星更深入主帶外緣，並且比其他類型的小行星更為暗淡。

## 特性
這一類型小行星的光譜與:)碳質球粒隕石（CI和CM型）非常相似，除了不含氫、氦和揮發物之外，它們的化學組成和太陽與原始的太陽星雲幾乎一樣，也有水合（含水的）礦物。
C-型小行星有異常低的反照率，典型的範圍在0.03-0.10之間。通常，為數不少的S-型小行星在衝的時候用雙筒望遠鏡就可以看見，但就算最大的C-型小行星仍然需要小的望遠鏡才能看見。324 班堡可能是最明亮的C-型小行星，但是它有極大的離心率，這意味著它只達到最大星等的時間非常短暂。
它們的光譜包含在低於0.4-0.5微米的紫外線波長上有中等強度的吸收，而在較長的波長上沒有明顯的特徵但是有輕微的紅化。在3微米的波長附近有被稱為水吸收的特徵，這表示在礦物內有水的存在。
10 健神星是最明確的一顆C-型小行星，但是SMASS 分類法卻以最大的穀神星取代它的位置，原因無它，只因為在該分類中沒有G-型。

## C-群小行星
參見小行星光譜類型.

### C-群（托倫）
在托倫分類法，C-型 與另三種為數不少的三種含碳的小行星類型組合成一個大的族群 － C-群，它們包括i
- B-型
- C-型
- F-型
- G-型

### C-群（SMASS）
在SMASS 分類法，廣泛的C-群包括：
- B-型：相當於托倫分類法的B-型和F-型。
- 核心的C-型，是在集團中光譜最典型的小行星。
- Cg和 Cgh型相當於托倫分類法的G-型。
- Ch型是在0.7微米周圍有吸收特色的。
- Cb型是SMASS分類法中介於B-型和C-型之間過渡的形式。